# Claus Peter Schnorr

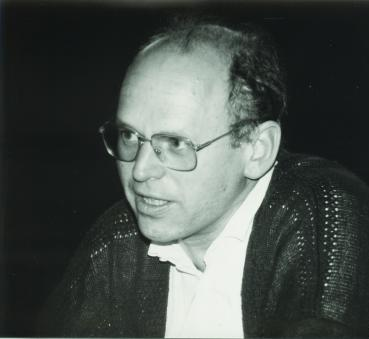
Claus Peter Schnorr.

Claus Peter Schnorr (* 4. August 1943 in Völklingen bei Saarbrücken; † 8. Juni 2025) war ein deutscher Mathematiker, Informatiker und Hochschullehrer.

## Biographie
Schnorr studierte von 1962 bis 1966 an der Universität Saarbrücken Mathematik. Seine Diplomarbeit trägt den Titel Untersuchungen von Contextfreien Sprachen nach algebraischen Gesichtspunkten. Claus Peter Schnorr promovierte 1967 am Lehrstuhl von Günter Hotz zum Dr. rer. nat., die Dissertation trägt den Titel Darstellbarkeit von Sprachen durch freie assoziative Systeme. Er habilitierte sich 1970 in Mathematik. Das Werk Zufälligkeit und Wahrscheinlichkeit gibt eine algorithmische Begründung der Wahrscheinlichkeitstheorie.
Schnorr wurde 1970 Dozent in Saarbrücken, 1971 außerordentlicher Professor an der Universität Erlangen, und ein Jahr später wechselte er als Professor an den Fachbereich Mathematik der Johann Wolfgang Goethe-Universität in Frankfurt am Main. Er war seit 1986 ebenfalls Professor am Fachbereich Informatik (Lehrstuhl Mathematische Informatik) in Frankfurt. Beide Fachbereiche wurden später zusammengelegt. Schnorr wurde 2011 nach 40 Jahren an der Universität Frankfurt emeritiert. Er war verheiratet und hatte drei Kinder.

## Wissenschaftliche Arbeit zur Kryptographie
In den 1970er-Jahren forschte Schnorr vor allem auf dem Gebiet der Komplexitätstheorie. In den 1980er-Jahren beschäftigte er sich mit algorithmischen Aspekten der Gitterbasenreduktion und erkannte früh die Bedeutung der Kryptographie. Er nahm an der EUROCRYPT-Tagung auf Burg Feuerstein 1982 teil und galt als einer der bekanntesten deutschen Kryptographen. Er entwickelte ein Identifikationsschema auf Basis des diskreten Logarithmus (1989/91), dessen Unterschriften-Variante („Schnorr-Signatur“) heute weltweit verwendet wird. Das Verfahren wurde von Schnorr patentiert und war exklusiv an RSA lizenziert (Siemens hatte aber eine nicht-exklusive Lizenz). Die Schutzfrist des Patents ist inzwischen abgelaufen. Schnorr warf im Rahmen der Standardisierung IEEE P1363 dem NIST vor, mit dem von diesem entwickelten Signatur-Verfahren Digital Signature Algorithm, kurz DSA, sein Patent zu verletzen.

## Gastprofessuren und Ehrungen
Er war „Distinguished Associate“ der RSA Laboratories und Gastdozent an bekannten Hochschulen (Stanford University, University of California, Berkeley, ENS Paris, University of Chicago). 1993 zeichnete die Deutsche Forschungsgemeinschaft seine Leistung mit dem Gottfried-Wilhelm-Leibniz-Preis (gemeinsam mit Johannes Buchmann) aus.